# آمروم هری کتز
آمروم هری کتز (انگلیسی: Amrom Harry Katz؛ زاده ۱۵ اوت ۱۹۱۵ درگذشته ۱۰ فوریه ۱۹۹۷) یک فیزیک‌دان اهل ایالات متحده آمریکا بود.